# Gerhard Athing
Gerhard Athing (* 28. Mai 1945 in Burgdorf (Hannover)) ist ein deutscher Jurist und war von 1994 bis 2010 Richter am Bundesgerichtshof.

## Werdegang
Nach dem Abschluss seiner juristischen Ausbildung begann Gerhard Athing 1977 seine Karriere in der Justiz Niedersachsens. Er war zunächst als Richter auf Probe am Landgericht Braunschweig, am Amtsgericht Wolfsburg und bei der Staatsanwaltschaft Braunschweig tätig. 1980 wurde Athing zum Richter am Landgericht Braunschweig ernannt. Von November 1980 bis Februar 1984 wurde er zur Bundesanwaltschaft am Bundesgerichtshof als wissenschaftlicher Mitarbeiter abgeordnet. Anschließend wurde er als Strafrichter an das Amtsgericht Wolfenbüttel und 1987 bis 1990 als Referent in das Niedersächsische Justizministerium in die Abteilung „Strafrecht und Strafverfahren“ im abgeordnet. Noch während er im Justizministerium tätig war, wurde er zum Richter am Oberlandesgericht ernannt. In der Folge der Wiedervereinigung wurde er dann an das Justizministerium des Landes Sachsen-Anhalt abgeordnet und später auch versetzt. In Sachsen-Anhalt nahm er zunächst im Justizministerium die Aufgabe eines stellvertretenden Abteilungsleiters in der Strafrechtsabteilung wahr und leitete die Referate für materielles Strafrecht sowie für das formelle und materielle Nebenstrafrecht. Im Juli 1991 wurde er dort zum Leitenden Ministerialrat ernannt. Nachdem Athing nach Sachsen-Anhalt versetzt wurde er Referat- und stellvertretender Abteilungsleiter in der Abteilung für Zivil- und Verwaltungsrecht des sachsen-anhaltischen Justizministeriums.
1994 erfolgte die Ernennung Athings zum Richter am Bundesgerichtshof. Dort gehörte er zunächst dem 2. und seit Anfang 1997 dem 4. Strafsenat an. Ab 2002 vertrat er den 4. Senat im Großen Senat für Strafsachen und gehörte 2003 und 2004 dem zur Entlastung des IX. Zivilsenats als Hilfssenat geschaffenen IXa-Zivilsenat des Bundesgerichtshofes an. Der IXa-Zivilsenat hatte sich mit Rechtsmitteln in Zwangsvollstreckungsangelegenheiten zu befassen. Während fast der gesamten Dienstzeit am Bundesgerichtshof nahm Athing am Bereitschaftsdienst der Ermittlungsrichter des Bundesgerichtshofes teil. Zum 31. Mai 2010 trat Athing in den Ruhestand.

## Wirkung
Athing hatte Einfluss auf die höchstrichterliche Rechtsprechung zum Straf- und Privatrecht, insbesondere auch zum gegenseitigen Einfluss dieser Rechtsgebiete aufeinander. Athing bereitete eine strafverfahrensrechtlich bedeutsame Entscheidung über die Wirkung des Verzichts auf das Verwertungsverbot nach § 252 der Strafprozessordnung (StPO) nach Inanspruchnahme eines Zeugnisverweigerungsrechts vor. Auf ihn gehen auch die in der Entscheidung zum Unfall der Wuppertaler Schwebebahn entwickelten Grundsätze zur Garantenstellung bei der arbeitsteiligen Beseitigung einer Gefahrenquelle im schienengebundenen Verkehr zurück. In einer Entscheidung zum Umfang der Pfändbarkeit von Eigengeld von Strafgefangenen befasste er sich mit der Anwendung von Grundsätzen der Zivilprozessordnung auf den Anwendungsbereich des Strafvollzugsgesetzes. Auf Athing geht die Änderung der Rechtsprechung des Bundesgerichtshofes zum räuberischen Angriff auf Kraftfahrer (§ 316a StGB) 2007 zurück.